# Cecrópidas
Se denomina Cecrópidas a una dinastía de míticos y legendarios reyes de la ciudad de Atenas, que comprende desde Cécrope I, nacido del suelo de Ática, hasta Timetes, último descendiente del héroe Teseo. 

## Lista de reyes

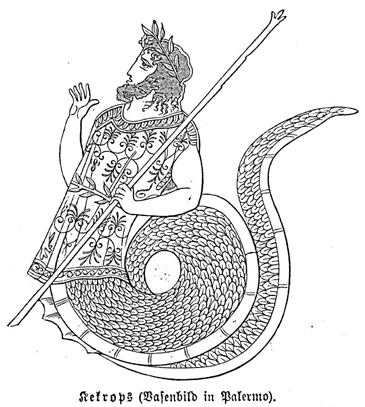
Cécrope I, de quien se tomó el nombre de Cecrópidas.

La tradición ateniense, seguida por la Crónica de Paros (documento epigráfico del siglo III a. C.), convirtió a Cécrope, una divinidad mitad hombre mitad serpiente, en el primer rey de Atenas, situando su reinado en el año 1581 a. C. Las fechas de los reinados de los siguientes reyes fueron conjeturadas siglos después, por eruditos de la era helenística, intentado conciliar distintas tradiciones, como, por ejemplo, la participación del rey Menesteo en la guerra de Troya.
La siguiente lista sigue la de Cástor de Rodas, siglo I a. C. (FGrHist 250), expresando las fechas en términos modernos.
| Reinado         | Rey        | Comentario |
| --------------- | ---------- | --- |
| 1556–1506 a. C. | Cécrope I  | Nacido directamente de Gea, por lo que se le cuenta como uno de los autóctonos griegos. Su nacimiento sobrenatural era la causa de que la parte inferior de su cuerpo tuviera forma de serpiente. |
| 1506–1497 a. C. | Cránao     | Durante su reinado ocurrió el diluvio de Deucalión en Tesalia. |
| 1497–1487 a. C. | Anfictión  | Segundo hijo de Deucalión y Pirra. Se casó con Átide, una de las hijas del rey Cránao. |
| 1487–1437 a. C. | Erictonio  | También llamado Erecteo I. Hijo de Hefesto y Átide. Se le atribuye la invención del carro tirado por caballos. |
| 1437–1397 a. C. | Pandion I  | Hijo de Erictonio y de la náyade Praxitea. Libró una guerra contra Lábdaco, rey de Tebas. |
| 1397–1347 a. C. | Erecteo    | Hijo de Pandión I y Zeuxipe. Tuvo siete hijas: Protogenia, Pandora, Procris, Creúsa , Oritía, Ctonia y Otionia. |
| 1347–1307 a. C. | Cécrope II | Hermano o hijo de Erecteo. Casó con Metiadusa, hija de Eupálamo y hermana de Dédalo, con la que tuvo a Pandión II. |
| 1307–1282 a. C. | Pandion II | Hijo de Cécrope II y Metiadusa. Fue desterrado de Atenas por los hijos de su tío Metión, y huyó a Mégara donde se casó con la princesa Pilia y llegó a ser rey. Tuvo cuatro hijos: Egeo, Palas, Niso y Lico. |
| 1282–1234 a. C. | Egeo       | Hijo de Pandion II y de Pilia. Padre de Teseo. |
| 1234–1205 a. C. | Teseo      | Hijo de Egeo y de la princesa Etra de Trecén. Aunque según otra tradición su padre fue Poseidón, el dios del mar. Mató al Minotauro, liberando a Atenas de la opresión cretense; unificó Ática bajo el dominio ateniense, y estableció el culto de Afrodita Pandemos. |
| 1205–1183 a. C. | Menesteo   | Hijo de Peteo. Fue instalado en el trono de Atenas por los Dioscuros. En la Ilíada, Menesteo es el jefe de las tropas atenienses de la Guerra de Troya, a la que aporta 40 naves, que zarpan del puerto ateniense de Falero. Fue uno de los guerreros que estaban dentro del Caballo de Troya. Después del saqueo de la ciudad navegó hasta Melos, donde se convirtió en rey. |
| 1183–1150 a. C. | Demofonte  | Hijo de Teseo y de Fedra, hermano de Acamante. Participó en la guerra de Troya al lado de Menesteo. |
| 1150–1136 a. C. | Oxintes    | Hijo de Demofonte y de Filis. Tuvo dos hijos: Afeidas y Timetes, que le sucedieron uno tras otro en el trono. |
| 1136–1135 a. C. | Afeidas    | Hijo de Oxintes y hermano de Timetes. |
| 1135–1127 a. C. | Timetes    | Hijo de Oxintes, hermano de Afeidas y último descendiente de Teseo. Lo sucedió Melanto, fundador de la dinastía melántida. |

## El nacimiento de Erictonio
Son especialmente conocidas las hijas de Cécrope, Pándroso, Aglauro y Herse, por su mito en relación con el nacimiento de Erictonio, según relata Apolodoro: 
Según otros, [Erictonio era hijo] de Hefesto y Atenea, como sigue: Atenea se presentó ante Hefesto para que le fabricase armas, pero él, que había sido abandonado por Afrodita, se enamoró de aquélla y empezó a perseguirla. Aunque Atenea huyó, él con gran dificultad (por su cojera) consiguió acercarse e intentó poseerla. Atenea, que era casta y virgen, no cedió, y Hefesto eyaculó en la pierna de la diosa, quien, asqueada, limpió el semen con lana y lo arrojó a la tierra. Cuando huía, del semen caído al suelo nació Erictonio. Atenea lo crio a escondidas de los demás dioses con deseo de hacerlo inmortal. Lo puso en una cesta y se lo encomendó a Pándroso, hija de Cécrope, prohibiéndole abrirla. Las hermanas de Pándroso por curiosidad la abrieron y vieron una serpiente enroscada en el niño. Unos dicen que murieron atacadas por la misma serpiente, otros en cambio que enloquecieron por la cólera de Atenea y se arrojaron desde la Acrópolis. Erictonio fue criado por la propia Atenea en el recinto sagrado y, tras expulsar a Anfictión, llegó a reinar en Atenas. Consagró en la Acrópolis la estatua de Atenea e instituyó la fiesta de las Panateneas. Se casó con la ninfa náyade Praxítea y en ella engendró un hijo, Pandión.

## Critiasde Platón
En el diálogo del Critias de Platón, sección 110a-b, se afirma que estos nombres (entre otros de los tiempos anteriores a Teseo) fueron los que usaron los sacerdotes egipcios cuando narraban a Solón la historia sobre la guerra entre los atlantes y los atenienses

(...) [Crit. 110A] ταύτῃ  δὴ  τὰ  τω̂ν  παλαιω̂ν  ὀνόματα  ἄνευ  τω̂ν  ἔργων  διασέσωται. λέγω  δὲ  αὐτὰ  τεκμαιρόμενος  ὅτι  Κέκροπός τε  καὶ   ̓Ερεχθέως  καὶ  ̓Εριχθονίου  καὶ   ̓Ερυσίχθονος  [110b] τω̂ν  τε  ἄλλων  τὰ  πλει̂στα  ὅσαπερ  καὶ  Θησέως  τω̂ν  ἄνω  περὶ  τω̂ν  ὀνομάτων  ἑκάστων  ἀπομνημονεύεται, τούτων  ἐκείνους  τὰ  πολλὰ  ἐπονομάζοντας  τοὺς  ἱερέας  Σόλων  ἔφη  τὸν  τότε  διηγει̂σθαι  πόλεμον....
(...) [Crit. 110a] De esta manera, los nombres de los antiguos, sin sus trabajos, se han preservado. Y como evidencia o indicio de lo que dijo, señaló nombres tales como los de Cécrope, Erecteo, Erictonio y Erisictón, y la mayoría de los otros nombres [110b] que se registran de los diversos héroes antes de Teseo. Todos estos nombres fueron mencionados por los sacerdotes en su narración a Solón, cuando le describieron a él aquella guerra.
 Critias. Platón. 110a-b. (Edición: Plato. Platonis Opera, ed. John Burnet. Oxford University Press. 1903.)